# Nadejda Pouchkina
Nadejda Ossipovna Pouchkina (en russe : Надежда Осиповна Пушкина), née Hannibal (2 juillet 1775 — 29 mars 1836), est la fille d'Ossip Hannibal (1744-1806) et de Maria Alekseievna Pouchkina. C'est la mère d'Alexandre Pouchkine.

## Biographie
Jusqu'à son mariage, elle vit à Saint-Pétersbourg et dans la propriété située à Korbino, dans le Gouvernement de Saint-Pétersbourg, qu'elle reçut de sa mère. Elle bénéficie dans sa famille d'une éducation soignée.
Le 28 septembre 1796, elle épouse Sergueï Lvovitch Pouchkine. De leur union naissent huit enfants, dont trois survivent : Olga Sergueïevna Pavlichtcheva (née Pouchkine), Alexandre, Lev Pouchkine.
Les relations entre Alexandre Pouchkine et sa mère ont toujours été froides. Depuis leur enfance, Nadejda Ossipova était sévère avec ses enfants. Elle et son mari admirent bien entendu les talents de leur fils aîné Alexandre et apprécient les hommages que la société lui rend. Toutefois ils préfèrent charger les nourrices, les précepteurs, les institutions scolaires de leur éducation pour s'occuper de leur vie mondaine,. Il arrivait à Nadejda Ossipovna de regretter ouvertement que ce ne soit pas son fils cadet Lev qui ait réussi comme poète. 
À l'époque de la dernière maladie de sa mère, Pouchkine s'est réconcilié avec elle. Elle mesure à quel point elle a été injuste envers lui. Il est fort affligé par son décès et connaît un deuil éprouvant à la suite de sa disparition. Il est le seul de sa famille à accompagner le convoi funéraire le jour de l'enterrement de celle-ci en 1836 au Monastère Sviatogorski. C'est à ce moment qu'il fait l'acquisition d'un emplacement pour sa propre tombe à Sviatogroski, comme par prémonition. L'année suivante, en 1837, il meurt en effet, dans un duel qui l'oppose à Georges Charles de Heeckeren d'Anthès.